# OpenRaster
OpenRaster – proponowany format plików graficznych dla grafiki rastrowej.
OpenRaster ma bazować na OpenDocument, a także posiadać jego infrastrukturę. Pomysłodawcą nowego formatu graficznego jest Cyrille Berger, który na swoim blogu wyjaśnia potrzebę stworzenia nowego formatu grafiki rastrowej. Wymiana plików graficznych pomiędzy równymi programami miałaby być dzięki nowemu pomysłowi dużo łatwiejsza.